# شهرستان خانتی-مانسیسکی
شهرستان خانتی-مانسیسکی (به لاتین: Khanty-Mansiysky District) یک شهرستان در روسیه است که در ناحیه خودگردان خانتی-مانسی واقع شده‌است.